# سیارک ۲۳۱۵۵
سیارک ۲۳۱۵۵ (به انگلیسی: 23155 Judithblack، نامگذاری:2000CK86) بیست و سه هزار و صد و پنجاه و پنجمین سیارک کشف شده‌است که در ۴ فوریه ۲۰۰۰ کشف شد.
قدر مطلق سیارک برابر ۱۹٫۵ است.